# Столкновение над Сан-Диего
Столкновение над Сан-Диего — крупная авиационная катастрофа, произошедшая в понедельник 25 сентября 1978 года. В небе над Сан-Диего столкнулись авиалайнер Boeing 727-214 авиакомпании Pacific Southwest Airlines (PSA) (рейс PSA 182 Сакраменто—Лос-Анджелес—Сан-Диего) и частный самолёт Cessna 172M (выполнял учебно-тренировочный полёт). Оба самолёта рухнули на жилые кварталы. В катастрофе погибли 144 человека — все находившихся на обоих самолётах 137 человек (135 на Boeing 727 (128 пассажиров и 7 членов экипажа) и 2 на Cessna 172) и 7 человек на земле, ещё 9 человек на земле получили ранения.
Столкновение над Сан-Диего стало крупнейшей авиакатастрофой в истории США (была превзойдена через 8 месяцев) и штата Калифорния. Также это самое смертоносное столкновение самолётов в США.

## Сведения о самолётах

### Boeing 727
Boeing 727-214 (регистрационный номер N533PS, заводской 19688, серийный 589) был выпущен в 1968 году (первый полёт совершил 4 июня). 12 июня того же года был передан авиакомпании Pacific Southwest Airlines (PSA). Оснащён тремя турбореактивными двигателями Pratt & Whitney JT8D-7B. На день катастрофы совершил 36 557 циклов «взлёт-посадка» и налетал 24 088 часов 30 минут, из них с момента последнего ремонта — 81 час 40 минут.
Самолётом управлял очень опытный экипаж, состав которого был таким:
- Командир воздушного судна (КВС) — 42-летний Джеймс Э. Макферон (англ. James E. McFeron). Очень опытный пилот, проработал в авиакомпании PSA 17 лет и 1 месяц (с 7 августа 1961 года). В должности командира Boeing 727 — с 11 января 1967 года. Налетал 14 382 часа, 10 482 из них на Boeing 727.
- Второй пилот — 38-летний Роберт Ю. Фокс (англ. Robert E. Fox). Очень опытный пилот, проработал в авиакомпании PSA 9 лет (с 22 сентября 1969 года). В должности второго пилота Boeing 727 — с 22 сентября 1970 года. Налетал 10 049 часов, свыше 5800 из них на Boeing 727.
- Бортинженер — 44-летний Мартин Дж. Уон (англ. Martin J. Wahne). Проработал в авиакомпании PSA 11 лет (с 5 сентября 1967 года). В должности бортинженера Boeing 727 — с 18 октября 1967 года. Налетал свыше 10 800 часов, 6587 из них на Boeing 727.

Все 3 пилота перед полётом отдыхали 7 часов 7 минут, а к моменту катастрофы работали 3 часа 47 минут, из них непосредственно в полёте — 1 час 30 минут.
В салоне самолёта работали четыре стюардессы:
- Карен Л. Борзевски (англ. Karen L. Borzewski), 29 лет. В авиакомпании PSA с 1968 года.
- Катрин Фонс (англ. Catherine Fons), 20 лет. В авиакомпании PSA с 1978 года.
- Дебора Маккарти (англ. Deborah McCarthy), 29 лет. В авиакомпании PSA с 1969 года.
- Ди Янг (англ. Dee Young), 26 лет. В авиакомпании PSA с 1973 года.

### Cessna 172
Cessna 172M под регистрационным номером N7711G был выпущен (ориентировочно) в 1974 году (исходя из дат выпуска двигателя и пропеллера). Оснащён винтовым двигателем Lycoming O-360. На день катастрофы налетал 2993 часа, из них с последнего ремонта — 6 часов; последний ежегодный осмотр проводился 9 января 1978 года.
Экипаж борта N7711G состоял из двух пилотов:
- Командир воздушного судна (КВС) — 32-летний Мартин Б. Кейзи-младший (англ. Martin B. Kazy, Jr.). В должности с 15 октября 1977 года, налетал 5137 часов.
- Второй пилот — 35-летний Дэвид Л. Босвелл (англ. David L. Boswell). Сержант морской пехоты США, налетал 347 часов.

В данном полёте они должны были отработать правила полётов по приборам.

## Хронология событий

### Предшествующие обстоятельства
В 08:16 из Лётного центра Гиббс (Gibbs Flite Center, Inc.), базирующегося в аэропорту Монтгомери-Гиббс, вылетел легкомоторный самолёт Cessna 172M борт N7711G с двумя пилотами на борту.
А тем временем в 08:34 из аэропорта Лос-Анджелеса вылетел авиалайнер Boeing 727-214 борт N533PS, выполнявший плановый внутренний рейс PSA 182 из Сакраменто в Сан-Диего с промежуточной посадкой в Лос-Анджелесе, а на его борту находились 7 членов экипажа и 128 пассажиров. Среди пассажиров на борту самолёта находились 30 сотрудников авиакомпании PSA (6 пилотов, 12 бортпроводников, 3 авиамеханика, авиационный инспектор, начальник отдела кадров, помощница администратора, 5 агентов по пассажирским перевозкам и инструктор по оперативной подготовке), а один из них (КВС Спенсер В. Нельсон (англ. Spencer V. Nelson)) даже летел на откидном кресле в кабине пилотов.

### Сближение самолётов
Пилоты борта N7711G отрабатывали на практике 2 захода на посадку по приборам на ВПП № 9 в аэропорту Линдберг-Филд (он же — Международный аэропорт Сан-Диего). Около 08:57 Cessna 172 завершила отработку второго подхода и начала набор высоты по направлению на северо-восток. В 08:59:01 с диспетчерской башни Линдберг (авиадиспетчеры Стивен Х. Мэйджорос (англ. Stephen H. Majoros) и Алан М. Сэвилл (англ. Alan M. Saville)) связались с пилотами Cessna 172 и дали указание переходить на правила визуальных полётов (ПВП) и переключаться на связь с диспетчером Сан-Диего—подход. В 08:59:50 пилоты Cessna 172 связались с диспетчерским пунктом подхода (диспетчеры Абран Н. Леман (англ. Abran N. Lehman) и Нельсон Е. Фарвелл (англ. Nelson E. Farwell)) и доложили, что находятся на высоте 457 метров над уровнем моря и поднимаются в северо-восточном направлении. Диспетчер Фарвелл ответил, что наблюдает их на радаре, и дал команду на подъём до высоты 1067 метров при курсе 70°, продолжая соблюдать ПВП. Пилоты Cessna 172 подтвердили информацию.
В это время к Сан-Диего уже подлетал рейс PSA 182; непосредственно пилотировал его второй пилот, а КВС вёл переговоры с землёй. В 08:53:19 пилоты рейса 182 связались с диспетчером подхода Сан-Диего и доложили, что начинают снижение с 3353 до 2134 метров. В 08:57 пилоты уже сообщили, что они прошли 2896 метров и продолжают снижение до 2134 метров, а также что видят аэропорт. Тогда диспетчер подхода дал им указание осуществлять визуальный заход на посадку №21 на ВПП №27. Пилоты подтвердили информацию по заходу на посадку.
Воздушное движение в небе над Сан-Диего в тот день было весьма плотным. В 08:59:28 диспетчер подхода передал рейсу 182 информацию о пересекающемся рейсе: PSA один-восемь-два, движение на двенадцать часов, одна миля следует на север (англ. PSA one eighty-two, traffic twelve o'clock, one mile northbound). Через несколько секунд пилоты доложили, что видят самолёт, на что в 08:59:39 диспетчер их опять предупредил: PSA один-восемь-два, на двенадцать часов, э-э, дополнительное движение, три мили, северней аэродрома, следует на север, Сессна один семьдесят два по правилам визуальных полётов поднимается с одна тысяча четыреста (англ. PSA one eighty-two, additional traffic's ah, twelve o'clock, three miles, just north of the field, northeast-bound, a Cessna one seventy-two climbing VFR out of one thousand four hundred). Через несколько секунд с рейса 182 ответили, что видят Cessna 172.
В 09:00:15, спустя примерно 15 секунд после инструктирования пилотов, борт N7711G пошёл на набор высоты до 1067 метров при курсе 70°, а диспетчер подхода связался с рейсом PSA 182 и предупредил их о борте N7711G: PSA один-восемь-два, движение на двенадцать часов, три мили с одна тысяча семьсот (англ. PSA one eighty-two, traffic's at twelve o'clock, three miles out of one thousand seven hundred). На что в 09:00:21 второй пилот Boeing 727 сказал, что понял информацию, а чуть позже КВС сказал диспетчеру, что наблюдают движущийся самолёт. Тогда в 09:00:23 диспетчер подхода проинструктировал пилотов рейса 182 о визуальном заходе на полосу и переходе на связь с башней Линдберг. В ответ прозвучало: О’кей (англ. Okay). Через 3 секунды диспетчер связался с Cessna 172 и предупредил её пилотов о рейсе 182: Движение на шесть часов, две мили, идёт на восток; самолёт PSA, прибывающий к Линдберг, с трёх тысяч двести, наблюдает вас в поле зрения (англ. Traffic at six o'clock, two miles, eastbound; a PSA jet inbound to Lindbergh, out of three thousand two hundred, has you in sight). Пилоты Cessna 172 подтвердили получение информации.
В 09:00:34 пилоты рейса 182 связались с башней Линдберг и доложили, что они заходят на посадку с подветренной стороны. В ответ диспетчер Савиль подтвердил принятие информации и предупредил: PSA один-восемь-два, Линдберг-башня, э-э, движение на двенадцать часов, одна миля, Сессна (англ. PSA one eighty-two, Lindbergh tower, ah, traffic twelve o'clock one mile a Cessna). Второй пилот выпустил закрылки на 5°, а КВС спросил: Это та, которую [мы] видели? (англ. Is that the one [we're] looking at?). Второй пилот ему ответил: Да, но сейчас я её не вижу (англ. Yeah, but I don't see him now). В 09:00:44 с рейса 182 доложили: О’кей, мы видели её минуту назад (англ. Okay, we had it there a minute ago), а через 6 секунд добавили: Я думаю, она прошла справа от нас (англ. I think he's pass(ed) off to our right); это был ключевой момент, так как авиадиспетчер услышал конец фразы как: она удалилась вправо от нас (англ. he's passing off to our right). Тем временем пилоты рейса PSA 182 начали обсуждать положение борта N7711G, пытаясь увидеть его впереди себя.
В 09:01:11 КВС доложил диспетчеру об удалении от аэропорта, когда в кабине возник следующий разговор:

Второй пилот: Мы в стороне от той «Сессны»? (англ. Are we clear of that Cessna?)

Бортинженер: Должно быть. (англ. Supposed to be).

КВС: Я думаю. (англ. I guess).

Пассажир: Я надеюсь. (англ. I hope).

КВС: Ах да, прежде чем мы повернули, я видел её примерно на час. Теперь, вероятно, она позади нас. (англ. Oh yeah, before we turned downwind, I saw him about one o'clock, probably behind us now).
— 
Второй пилот предупредил остальных членов экипажа о снижении скорости, а в 09:01:38 сказал им, что видит самолёт: Есть одна внизу. Я видел движение там (англ. There's one underneath. I was looking at that inbound there).

### Столкновение

Траектории полётов рейса PSA 182 (×) и борта N7711G (•) до столкновения (NTSB)

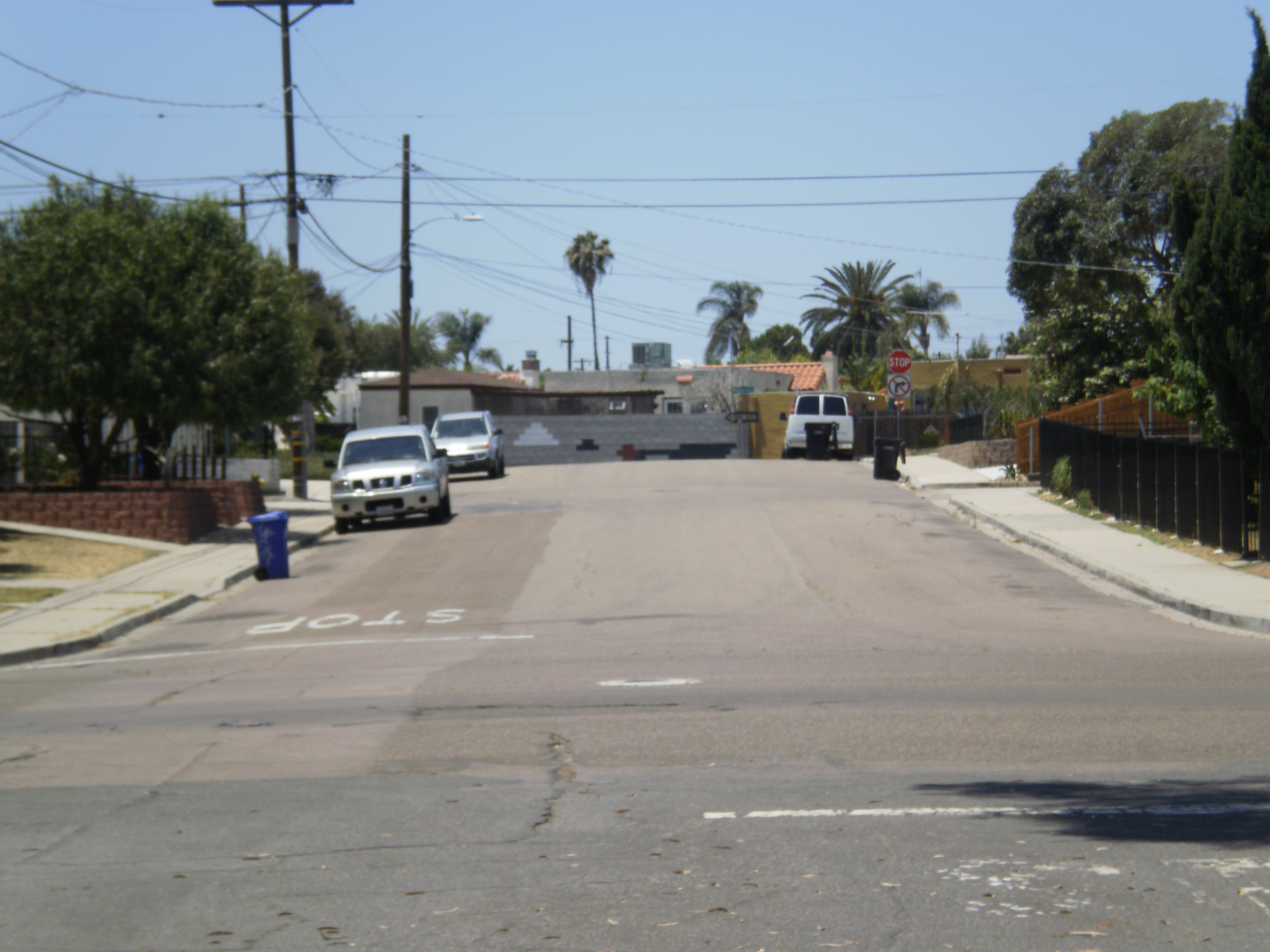
У пересечения улиц Дуайт-стрит и Нил-стрит (2010 год)

В 09:01:28 в диспетчерской подхода Сан-Диего сработала сигнализация опасного сближения, которая предупреждала об опасности столкновения Boeing 727 с Cessna 172. Поэтому в 09:01:47 диспетчер подхода Фарвелл предупредил пилотов борта N7711G: Сессна один один гольф, движение вблизи вас. Реактивный PSA видит вас и спускается к Линдбергу (англ. Cessna one one golf, a traffic ah in your vicinity. A PSA jet has you in sight he's descending for Lindbergh); однако ответа не прозвучало. При этом, согласно правилам визуальных полётов, Фарвелл не стал информировать диспетчерскую вышку аэропорта Линдберг, так как посчитал, что пилоты рейса 182 видят Cessna 172.
По свидетельствам очевидцев, оба самолёта шли в восточном направлении, когда в 09:01:47, идя с небольшим правым креном и с приподнятым носом, на высоте около 792 метров рейс PSA 182 догнал борт N7711G и врезался в него правым крылом в точке координат 32°45′ с. ш. 117°08′ з. д.. От удара Cessna 172 взорвалась (точное время взрыва — 09:01:47,9) и рассыпалась на мелкие обломки. Взрыв серьёзно повредил правое крыло Boeing 727, в том числе воспламенил топливный бак в крыле, разрушил механизацию и разорвал линии гидросистемы. Рейс PSA 182 с быстро увеличившимся правым креном перешёл в пикирование и под углом до 50° понёсся на расположенные внизу жилые кварталы. В 09:02:07 рейс PSA 182 врезался в дома в районе Норд-Парк в 9 метрах северней пересечения Дуайт-стрит и Нил-стрит (Dwight Street и Nile Street) и в 5,6 километрах северо-восточней аэропорта Сан-Диего (примерно в точке координат 32°44′37″ с. ш. 117°07′14″ з. д.), а борт N7711G упал на землю у пересечения 32-й улицы и Полк-авеню (32nd Street и Polk Avenue).
В результате падения обоих самолётов были разрушены или серьёзно повреждены 22 дома. В катастрофе погибли 144 человека — все 135 человек на борту Boeing 727, оба пилота на борту Cessna 172 и 7 человек на земле; ещё 9 человек на земле получили серьёзные ранения. На то время это была крупнейшая авиакатастрофа в стране, пока через 8 месяцев её почти вдвое не превзошла катастрофа рейса American Airlines-191.

## Расследование
Расследование причин столкновения над Сан-Диего проводил Национальный совет по безопасности на транспорте (NTSB).
Окончательный отчет расследования был опубликован 19 апреля 1979 года.
Согласно отчёту, главной причиной столкновения стали ошибки экипажа рейса PSA 182. При заходе на посадку пилоты упустили из виду самолёт Cessna 172, но не сообщили об этом службам УВД Сан-Диего. Диспетчеры предупреждали экипаж рейса 182 о втором самолёте и указывали придерживаться определённой дистанции, необходимой для того, чтобы предотвратить опасное сближение с бортом N7711G. Также во время захода на посадку пилоты рейса 182 вели активные разговоры между собой, не касающиеся обсуждения полёта, однако представители NTSB пришли к выводу, что сторонние разговоры не стали важным фактором катастрофы.
Согласно отчёту, второстепенными факторами, которые привели к столкновению, также стали ошибки авиадиспетчеров. Службы УВД разрешили пилотам Cessna 172 осуществлять заход на посадку по правилам визуальных полётов, но не проследили за движением на радаре рейса 182, и по этой же причине они вовремя не заметили, что самолёты начали сближаться.
Как впоследствии показала расшифровка речевого самописца рейса 182, в последние секунды перед падением пилоты старались отвести самолёт в другую сторону от жилых домов, но значительные повреждения закрылков, гидросистем и правого крыла сделали лайнер полностью неуправляемым.

## Культурные аспекты
- Столкновение над Сан-Диего было показано в 11 сезоне канадского документального телесериала Расследования авиакатастроф в серии Мёртвая зона.
- Также оно показано в американском документальном телесериале от «MSNBC» Почему разбиваются самолёты[англ.] (англ. Why Planes Crash) в серии Столкновения (англ. Collision Course).
- В 1979 году за статью о столкновении газета «The San Diego Evening Tribune» получила «Пулитцеровскую премию»[14].

### Комментарии
1. ↑  Время столкновения самолётов
2. ↑  Здесь и далее указано Тихоокеанское стандартное время — PST (UTC-08:00)